# Doña Juana
El Doña Juana és un estratovolcà que es troba al Parc Nacional Natural Complejo Volcánico Doña Juana–Cascabel, al Departament de Nariño, Colòmbia. El seu cim es troba a 4.150 msnm.
Amb un índex d'explosibilitat volcànica de 4, Doña Juana està classificat com un vocà amb un gran poder destructiu. Durant la seva darrera erupció, el 1906, més de 100 persones van morir i moltes cases foren destruïdes.
La seva major erupció en període històric coneguda ocorregué el 13 de novembre de 1899.
El nom del volcà procedeix d'una llegenda dels indis Chincha: Mama Juana, una bella Quiteña, s'enamorà de Pedro, un plebeu, però en oposar-se la família al matrimoni van fugir, sent víctimes d'una maledicció que els convertí en volcans.
Està envoltat per una àrea d'extraordinària biodiversitat, que inclou 471 espècies d'aus, entre elles el Còndor dels Andes, ossos, cérvols i pumes.
El cim del Doña Juana està compost per nombrosos pics que ofereixen vistes espectaculars, inclosa la vista a la Laguna del Silencio, un dels 42 llacs del parc nacional.